# ドレッドノート級 (スタートレック)
ドレッドノート級は、アメリカ合衆国のSFテレビドラマ『スタートレック』シリーズに登場する惑星連邦宇宙艦隊所属の宇宙艦のクラス名のひとつである。

## 概要
対クリンゴンとの戦闘を前提にアレクサンダー・マーカス提督主導の下でセクション31が開発した。設計は優性人類であるジョン・ハリソンが手掛けている。
宇宙艦隊には公式には存在しない純粋な戦闘艦であり、全長はコンスティテューション級宇宙艦エンタープライズのおよそ2倍ある。
兵装が充実していることは言うまでもなく、エンタープライズの船体を容易に貫く強力なフェイザービームや、それ自体が魚雷でありながら魚雷ランチャーとしての機能を持ち、標的に衝突するまでの間に魚雷を発射してダメージを加算させる特殊な無人攻撃兵器（同様の兵器が平行世界ながら150年後の世界を描いた『Star Trek Online』に登場する）など、同時代の技術水準をはるかに超える複数の兵器で武装している。
ワープ速度もほかの連邦宇宙艦の比ではなく、エンタープライズが搭載している最新型の「マークIIIワープドライブ」よりも高い性能を持つ「マークIVワープドライブ」を搭載しており、最大ワープで航行中のエンタープライズに軽く追いつけるほどの速力を持っている。
ほかにも転送装置を介さず2地点間の転送を行えるサイト・トゥ・サイト転送装置など、同時代の宇宙艦に比べるとオーバーテクノロジーと呼べるほどの性能を有している。
また、ごく少人数で運航可能なように設計され、必要とあれば一人でも操縦可能である。なお唯一交戦する船であるエンタープライズはフェイザー・魚雷ともに一発も撃たないうちに戦闘不能に陥るため、防御面での性能は不明である。
作品中に登場するのは後述のU.S.S.ヴェンジェンスのみであるが、『スター・トレック イントゥ・ダークネス』の後日談では遮蔽装置を搭載したドレッドノート級の船が複数存在していることが示唆されている。

## 同型艦
U.S.S.ヴェンジェンス（登録番号なし）
『スター・トレック イントゥ・ダークネス』に登場。映像作品に登場する唯一のドレッドノート級である。
建造は木星付近の秘密ドックで行われていた。
マーカス提督指揮の下クリンゴン宙域に向かい、カークらの乗るエンタープライズと対峙。カークらによって逮捕されたジョン・ハリソン (カーン)の身柄を要求するが、拒否したエンタープライズは地球へとワープする。ワープ中に追いついたヴェンジェンスはエンタープライズを攻撃、艦諸共カーンを始末しようとするが、事前に乗り込んでいたスコッティの工作により一時的にパワーダウンし、カークとカーンの侵入を許すことになる。
その後一時はカークらがブリッジを制圧するものの、一瞬の隙を突いたカーンがマーカスを殺害し、ヴェンジェンスを掌握。エンタープライズを攻撃するも、スポックの機転によってエンタープライズから転送された新型光子魚雷の爆発を受けて操縦不能となり、地球へ落下。カーンは落下地点をサンフランシスコの宇宙艦隊司令部に設定、アルカトラズ刑務所やサンフランシスコのビル群を薙ぎ倒し、沈黙する。